# Béarn

Det heraldiska vapen som vicomterna av Béarn brukade.

Béarn i hertigdömet Gascogne år 1150

Béarn (gaskonska: Bearn eller Biarn) var förr ett landskap i Frankrike, nu till största delen uppgående i departementet Pyrénées-Atlantiques. Béarn ligger vid Pyrenéerna i sydvästra Frankrike, gränsar till de baskiska områdena Navarra och Gascogne.

## Etymologi
Namnet Béarn kommer från det äldre ortsnamnet Beneharnum, som var huvudstad för venarni-stammen (franska: Bénéharnais eller Venarni, på latin Beneharnensis), en ur-baskisk folkstam bland akvitanerna, som förstördes av vikingar år 840. Den moderna staden Lescar är byggd på den plats Beneharnum låg.

## Historia
Under den gallisk-romerska tiden beboddes Béarn av de iberiska akvitanerna. Under folkvandringstiden blev Béarn utsatt för härjningar av vandaler, alaner och sveber samt erövrades på 500-talet av vaskonerna. Först på 900-talet framträder det såsom ett franskt vice-grevskap (vicomté de Béarn), som innehades av ättlingarna till en viss Centullus, vilken snart förvärvade sig fullständig suveränitet. 
1290 tillföll Béarn genom gifte grevarna av Foix, av vilka många väl förstod att hävda sin självständighet under krigen mellan Frankrike och England. Samtidigt ägde invånarna stora friheter, höll regelbundna ståndssammankomster samt hade rätt att kontrollera anslagens användning, att framställa besvär (cahiers de doléance) till härskaren; de ägde till och med indirekt andel i lagstiftningen. 
I slutet av 1400-talet förenades Béarn med Navarra genom vicomte Gaston XII:s giftermål med en dotter till kung Johan II av Aragonien och Navarra, varefter bägge rikena, Navarra och Béarn, tillföll huset Albret. Johanna d’Albret äktade 1548 Anton av Bourbon, hertig av Vendôme och ”förste prins av blodet”. Hon sökte genom alla medel, inte minst genom våldsamma, utrota katolicismen i Béarn. Sonen Henrik II, som 1572 efterträdde henne, återställde katolicismen där 1599, och under hans son, Ludvig XIII av Frankrike, förenades Béarn med detta rike. 
Efter att ha varit ett franskt landskap, uppgick större delen av Béarn i Basses-Pyrénées; en liten del kom att tillhöra departementet Les Landes.